# François-Xavier Ortoli
François-Xavier Ortoli (Ajaccio, França, 1925 - 2007) fou un empresari i polític retirat francès, ministre del govern en diverses ocasions sota la 5a República Francesa i que es convertí l'any 1973 en el 5è President de la Comissió Europea.

## Biografia
Va néixer el 16 de febrer de 1925 a la ciutat d'Ajaccio, població situada a l'illa de Còrsega. Després d'estudiar dret a la Universitat de París, va realitzar un curs a l'Escola Nacional d'Administració.
Fou president-director de la companyia petroliera Total entre 1984 i 1990.

## Activitat política

### Política nacional
Membre de la Unió de Demòcrates per la República (UDR), va iniciar la seva activitat política com a director del gabinet del Primer Ministre francès Georges Pompidou. Posteriorment, el 29 d'abril de 1967 fou nomenat Ministre d'Equipament i Allotjament en el quart govern de Pompidou, i nomenat el 31 de maig de 1968 Ministre d'Educació Nacional en el cinquè govern d'aquest. Després de la caiguda de Pompidou, i a l'ascens de Maurice Couve de Murville fou nomenat el 10 de juliol Ministre d'Economia i Finances, càrrec que retingué fins al 16 de juny de 1969. A l'ascens de Jacques Chaban-Delmas com a primer ministre fou nomenat el 22 de juny de 1969 Ministre de Desenvolupament Industrial i de Recerca Científica, cartera que mantingué fins al 5 de juliol de 1972.

### Política europea
El 6 de gener de 1973 fou elegit President de la Comissió Europea, càrrec que ocupà fins al 5 de gener de 1977. Sense abandonar la Comissió Europea fou vicepresident de la Comissió en les comissions presidides per Roy Jenkins i Gaston Thorn encarregant-se així mateix dels Assumptes Econòmics i Financers. Dimití finalment del càrrec el 26 d'octubre de 1984.